# Diecezja Uije
Diecezja Uije – diecezja rzymskokatolicka w Angoli. Powstała w 1967 jako diecezja Carmona e São Salvador. W 1979 otrzymała obecną nazwę.

## Biskupi diecezjalni
- Biskupi Uíje 
  - Bp Joaquim Nhanganga Tyombe (od 2021)
  - Bp Emílio Sumbelelo (2008 – 2019)
  - Bp José Francisco Moreira dos Santos, OFMCap (1979 – 2008)
- Biskupi Carmona i São Salvador 
  - Bp José Francisco Moreira dos Santos, OFMCap (1967 – 1979)